# Prix Georges-Morel
Le prix Georges Morel est un prix biennal destiné à récompenser l’auteur de recherches conduites dans un laboratoire français pour des travaux remarquables en biologie végétale. Le prix est créé en  2013. Il est classé dans la catégorie chimie et sciences du vivant. Le montant du prix est de 15 250 €. 

## Lauréats
- 2022 : Steven Ball, Professeur à l'Université de Lille, directeur de l'équipe de Génétique microbienne au sein de l'Unité de glycobiologie structurale et fonctionnelle (UGSF- CNRS/Université de Lille).
- 2020 : Jacques Joyard, directeur de recherche honoraire au CNRS au laboratoire de Physiologie cellulaire et végétale à l'Université Grenoble Alpes
- 2018 : Christophe Maurel, directeur de recherche au CNRS à l’Institut de Biochimie et de physiologie moléculaire des plantes à Montpellier.
- 2016 : Arezki Boudaoud, , professeur à l’ENS de Lyon, département de biologie.